# La Bouteille de lait
Pour plus de détails, voir Fiche technique et Distribution.
La Bouteille de lait (The Milky Waif) est le 24e court métrage d'animation de la série américaine Tom et Jerry réalisé par William Hanna et Joseph Barbera et sorti le 18 mai 1946 aux États-Unis.